# Franklin Western
Franklin Western Canales (Jánico, 11 aprile 1972) è un ex cestista dominicano.

## Carriera
Con la Rep. Dominicana ha disputato cinque edizioni dei Campionati americani (1995, 1997, 1999, 2003, 2009).